# Zendesk
Zendesk – platforma internetowa dedykowana obsłudze klienta. 
Platforma została utworzona w Kopenhadze w 2007 roku przez Mikkela Svane’a, Mortena Primdahla i Alexandra Aghassipoura. W 2008 Zendesk otrzymał 500 tysięcy dolarów między innymi od współzałożyciela Pageflakes Christopha Janza. W 2009 roku siedziba Zendesku została przeniesiona do San Francisco. Na platformie zarejestrowanych jest 125 000 płatnych kont. Zendesk zatrudnia 2200 pracowników oraz jest dostępny w ponad 40 językach. Zendesk jest notowany na New York Stock Exchange, a jego symbol to ZEN.
W 2015 roku Zendesk zdobył nagrodę Cloud Award w kategorii Most Innovative Use of Big Data in the Cloud. W trzecim kwartale 2016 roku Zendesk zarobił 80,7 miliona dolarów.